# Philipp Winkler (Schriftsteller)

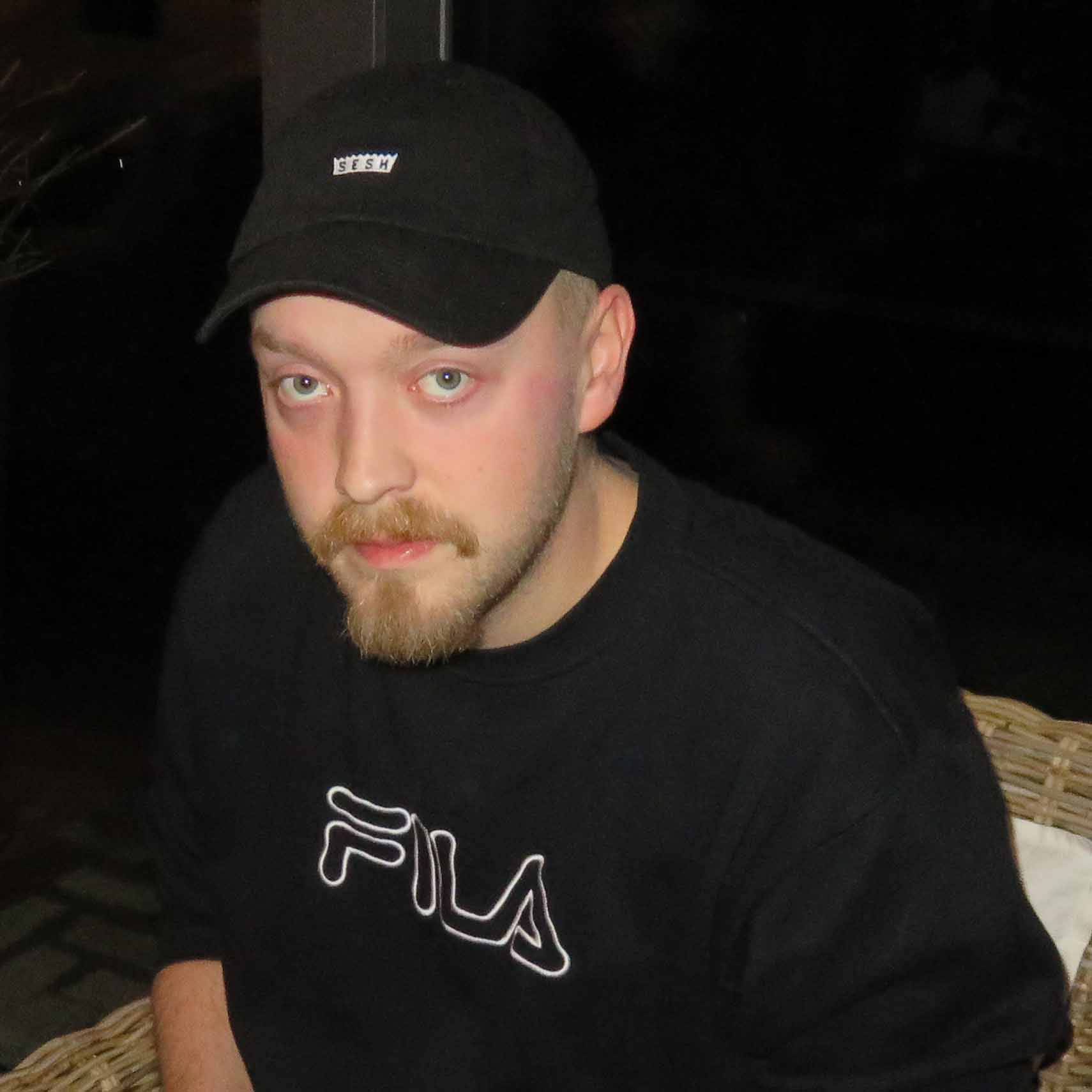
Philipp Winkler (2017)

Philipp Winkler (* 1986 in Neustadt am Rübenberge, Niedersachsen) ist ein deutscher Schriftsteller.

## Leben

### Ausbildung und erste Kurzgeschichten
Philipp Winkler wuchs in Hagenburg bei Hannover auf. Er studierte bis 2012 Kreatives Schreiben und Kulturjournalismus, dann Literarisches Schreiben an der Universität Hildesheim.
Erstmals machte Winkler 2008 mit der Kurzgeschichte Sommertage in Beirut, die er für den Wettbewerb des Joseph-Heinrich-Colbin-Preises zum Thema „Orient im Okzident im Orient“ einreichte, als Autor auf sich aufmerksam. Der Text belegte bei dem erstmals vom Online-Magazin Einseitig und dem Netzwerk freier Kulturjournalisten (NfK) ausgelobten Literaturpreis den ersten Platz. 2012 war Winkler Teilnehmer am Festival für junge Literatur juLi im Juni, in dessen Jubiläumsband ein Auszug aus Sommertage in Beirut oder Beirut sehen und... aufgenommen wurde. Er veröffentlichte verschiedene Arbeiten in Literaturmagazinen und -anthologien, darunter die Kurzgeschichte Honkie in der Bella triste (2014). Auch schrieb Winkler Filmkritiken für das Filmmagazin player.

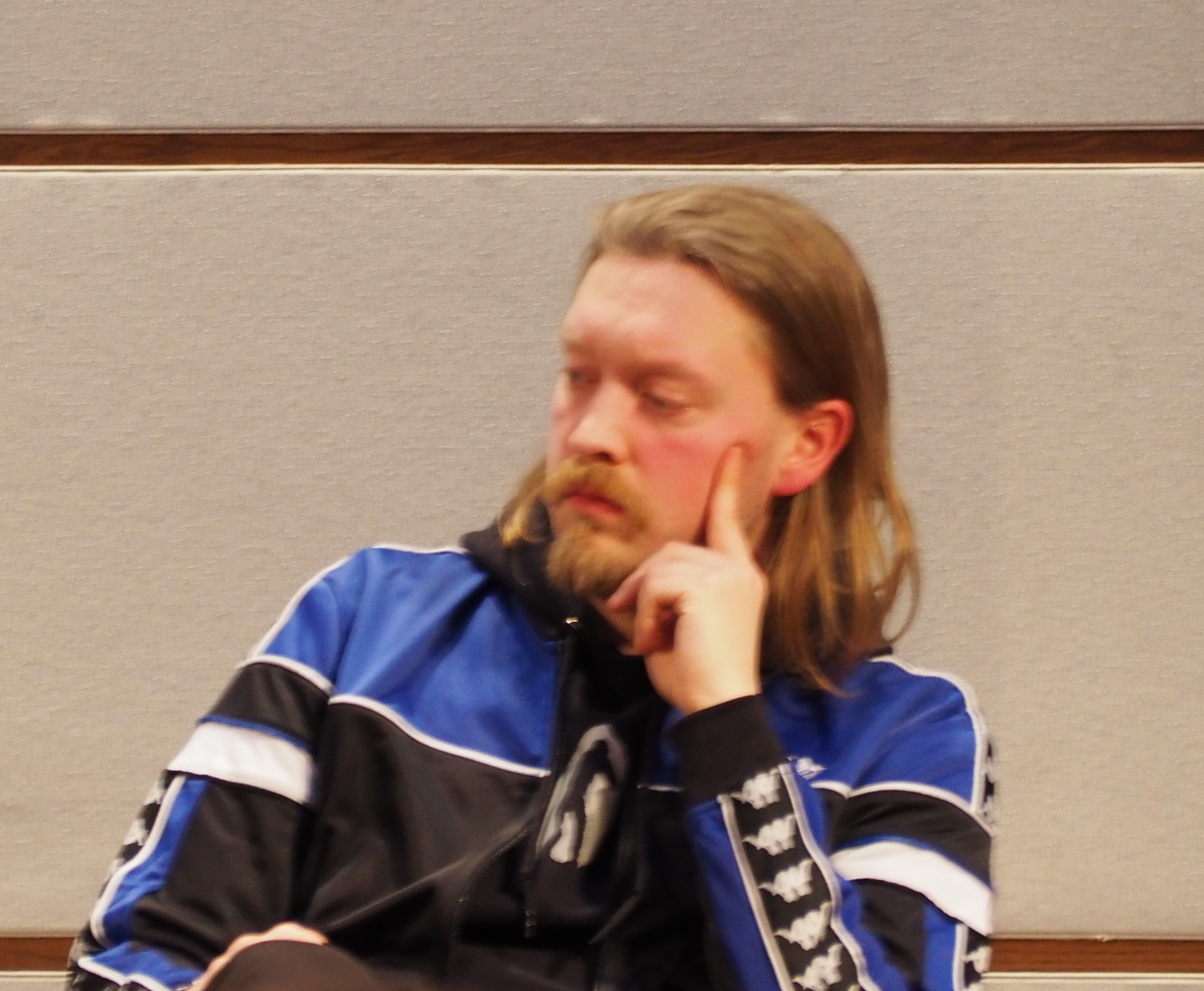
Philipp Winkler

### Erfolg mit seinem Romandebüt „Hool“
2015 war Winkler Stipendiat der „Werkstatt für junge Literatur“ in Graz und gewann dort für Auszüge aus seinem Debütroman Hool den Retzhof-Preis des Literaturhauses Graz. Hool, der im September 2016 vom Aufbau-Verlag veröffentlicht wurde, spielt in der hannoverschen Hooligan-Szene um den Fußballklub Hannover 96 und stellt den jungen Ich-Erzähler Heiko Kolbe in den Mittelpunkt. Winkler hatte im Zusammenhang mit den Ausschreitungen während der Fußball-Europameisterschaft 2016 in Frankreich unter dem Titel Einblick in die Kampfzone hinter der Tür in der Frankfurter Allgemeinen Zeitung einen Gastbeitrag zum Hooligan-Problem veröffentlicht.
Hool wurde noch vor seiner Veröffentlichung von der Kritik gelobt und gelangte auf die Shortlist des Deutschen Buchpreises. Thomas Klupp bewertete das Werk als einen so „knallharten, tieftraurigen und todkomischen Debütroman“, wie es ihn seit Clemens Meyers Als wir träumten in Deutschland nicht mehr gegeben habe. Moritz Rinke lobte Winklers Romanerstling als „bewegend, kraftvoll und mit feinem Gespür für die Welt der Außenseiter“, während Andreas Platthaus (Frankfurter Allgemeine Zeitung) das Werk in seine Auswahl der „schönsten Romane des Herbstes“ aufnahm. Platthaus bewertete Hool als „kompromisslosen Roman“, der „noch mehr als ein gespenstisch intensiver Einblick in eine sonst hermetisch verschlossene Welt“ sei, sondern „auch das Soziogramm eines jungen Erwachsenen, der nichts hat außer der Gewalt“.
Philipp Winkler lebt als freier Autor in Leipzig. Er absolvierte u. a. Auslandsaufenthalte im Kosovo, in Albanien, Serbien und Japan.

## Werke

### Romane
- 2016: Hool. Aufbau Verlag, Berlin 2016, ISBN 978-3-351-03645-4, 310 Seiten.
- 2020: Carnival. Aufbau Verlag, Berlin 2016, ISBN 978-3351038281, 119 Seiten.
- 2021: Creep. Aufbau Verlag, Berlin 2021, ISBN 978-3-351-03725-3, 340 Seiten.
- 2024: Hark Bohm & Philipp Winkler: Amrum. Ullstein Verlag, Berlin 2024, ISBN 978-3-550-20269-8, 300 Seiten.

### Weitere Veröffentlichungen
- Poolparty. Kurzgeschichte, DAS GRAMM #11, 2022.

## Auszeichnungen
- 2008: Joseph-Heinrich-Colbin-Preis für Sommertage in Beirut
- 2015: Stipendiat der „Werkstatt für junge Literatur“ in Graz
- 2015: Retzhof-Preis für junge Literatur des Literaturhauses Graz für Auszüge aus Hool
- 2016: Stipendiat im Künstlerdorf Schöppingen[1]
- 2016: Nominierung auf der Shortlist des Deutschen Buchpreises für Hool
- 2016: aspekte-Literaturpreis für Hool